# Александра Стан
Алекса́ндра Стан (англ. Alexandra Stan; нар. 10 червня 1989 року, Констанца, Румунія) — румунська співачка.

## Біографія та кар'єра
Александра Стан — студентка факультету управління «Andrei Saguna». Брала участь у різних музичних конкурсах, у тому числі успішно показала себе на румунському щорічному музичному фестивалі «Mamaia».
У 2009 році вона випустила свій сингл «Dodik (Param Pam Pam)». У наступному році з'явився сингл «Mr. Saxobeat».

## Дискографія
- Saxobeats (2011)
- Unlocked (2014)
- Alesta (2016)
- Mami (2018)

### Сингли
| Рік  | Пісня                    | Альбом           |
| ---- | ------------------------ | ---------------- |
| 2009 | Show Me The Way          | Non-album single |
| 2009 | Lollipop (Param Pam Pam) | Non-album single |
| 2010 | Mr. Saxobeat             | Non-album single |
| 2011 | Get Back                 | Non-album single |

## Відеокліпи
| Рік  | Пісня                    | Альбом           |
| ---- | ------------------------ | ---------------- |
| 2009 | Lollipop (Param Pam Pam) | Non-album Single |
| 2010 | Mr Saxobeat              | Non-album Single |